# Anne Warner
Anne Warner   (Boston, 24 d'agost de 1954) és una ex-remadora estatunidenca que va competir durant la dècada de 1970.
Estudià a la Universitat Yale i el 1976 va prendre part en els Jocs Olímpics de Mont-real, on guanyà la medalla de bronze en la competició del vuit amb timoner del programa de rem. En el seu palmarès també destaca una medalla de plata al Campionat del món de rem de 1975.